# 머데스토 주니어 칼리지
머데스토 주니어 칼리지(영어:Modesto Junior College)는 캘리포니아주 머데스토에 위치한 주니어 칼리지이다.